# Lutzomyia caballeroi
Lutzomyia caballeroi är en tvåvingeart som beskrevs av Blancas F., Cáceres A., Galati E. A. B. 1989. Lutzomyia caballeroi ingår i släktet Lutzomyia och familjen fjärilsmyggor.
Artens utbredningsområde är Peru. Inga underarter finns listade i Catalogue of Life.